# The Red Line
Modern Love è una serie televisiva statunitense creata e scritta da Caitlin Parrish ed Erica Weiss, presentata in anteprima sul canale CBS il 28 aprile e conclusasi il 19 maggio 2019.
La serie è interpretato da Noah Wyle, Emayatzy Corinealdi, Aliyah Royale, Noel Fisher, Michael Patrick Thornton, Vinny Chhibber, Howard Charles ed Elizabeth Laidlaw. Il titolo si riferisce alla linea metropolitana Red Line (CTA) di Chicago.